# Туран, Осман
Осман Туран (июнь 1914 — 17 января 1978) — турецкий историк.

## Биография
Был третьим из четырёх детей. Учился в школах Чайкары, Байбурта и Анкары. Затем поступил в Анкарский университет. Благодаря покровительству Фуата Кёпрюлю получил стипендию на дальнейшее обучение. В 1941 году получил степень доктора философии за работу «Турецкий календарь с 12 животными», написанную под руководством Кёпрюлю. Затем преподавал в Анкарском университете.
В мае 1944 года за близость к Нихалю Атсызу был отстранён от работы по решению министра образования Хасана Али Юджеля. Вернуться к преподаванию Турану удалось лишь через шесть месяцев благодаря помощи Мемдуха Шевкета Эсендала и Тахсина Бангуоглу. В 1946-47 годах служил в армии. В 1948-50 годах работал в Париже и Лондоне.
В 1954 году был избран членом Великого национального собрания. В 1959 году был избран председателем организации «Тюрк оджаклары». После переворота 1960 года был лишён должности в парламенте и университете, а также арестован и 16 месяцев содержался в заключении. В 1965 году был вновь избран членом Великого национального собрания, на этот раз от партии справедливости, впрочем уже через два года из-за конфликта с главой партии Сулейманом Демирелем, был исключён из неё.
Умер 17 января 1978 года от внутримозгового кровоизлияния.

### Личная жизнь
Был женат на правнучке Абдул-Хамида II Сатые Султан.

## Научный вклад
Признанный специалист по истории Сельджуков. Написал ряд связанных с Сельджуками статей в «Энциклопедии ислама». Самые известные работы: «История Сельджуков и турецко-исламская цивилизация» (тур. Selçuklular Tarihi ve Türk-İslam Medeniyeti; 1965), «Сельджуки и ислам» (тур. Selçuklular ve İslamiyet; 1971), «История тюркских государств в Восточной Анатолии» (тур. Doğu Anadolu Türk Devletleri Tarihi; 1973) и «Турки в Анатолии» (тур. Türkler Anadolu'da; 1973).
В 1949 году был избран членом Института турецкой истории, позднее был лишён членства по политическим причинам.
Владел фарси, арабским и французским языками.